# Forjando patria
Forjando Patria fue el último álbum de estudio del grupo Botellita de Jerez antes de su primera separación. El álbum fue grabado entre 1993 y 1994.
En el álbum se pueden identificar diversos tipos de sonido, desde el punk, el rock clásico, progresivo y hasta la balada y la trova. El disco es considerado por la crítica como el mejor del grupo, ya que fusiona muchos estilos y tiene una excelente calidad sonora y lírica. El álbum fue también el primero del grupo con la disquera BMG Culebra, que se encargó de grabar a muchos grupos de rock a mediados de los noventa.

## Canciones
1. Vamos a la alberca (Botellita de Jerez), 3:04.
2. La valona de la conquista (Botellita de Jerez), 4:10.
3. San U2ky (Sr González), 3:29.
4. Luna Misteriosa (Francisco Barrios), 5:59.
5. Return to Aztlan (Botellita de Jerez), 3:12.
6. Guadalupe (Francisco Barrios), 5:38.
7. El Laberinto de la Soledad (Francisco Barrios), 3:12.
8. El Santos contra la Tetona Mendoza (Botellita de Jerez), 6:05.
9. Basura (Francisco Barrios), 4:40.
10. Soy y no Soy (Sr. González), 5:10.
11. Chin, Pun, Cuaz (Santiago Ojeda/Armando Vega Gil), 3:33
12. Contracorriente (Santiago Ojeda), 3:54.
13. Basura Plus (Botellita de Jerez), 1:20.
14. El Ropavejero (Francisco Barrios), 4:24.
15. Forjando Patria (Botellita de Jerez), 5:20.

### Créditos
Francisco Barrios: Voz, batería y guitarra
Armando Vega-Gil: Voz y bajo
Santiago Ojeda: Voz, guitarras, teclado, piano
Sr. González: Voz, teclado, percusiones